# Jakub Szyszkowski
Jakub Tomasz Szyszkowski (* 21. August 1991) ist ein polnischer Kugelstoßer.

## Sportliche Laufbahn
Erste internationale Erfahrungen sammelte Jakub Szyszkowski 2010 bei den Juniorenweltmeisterschaften in Moncton, bei denen er mit einer Weite von 18,74 m in der Qualifikation ausschied. 2013 siegte er bei den U23-Europameisterschaften in Tampere mit 19,78 m und qualifizierte sich auch für die Weltmeisterschaften in Moskau, bei denen er mit 19,36 m aber nicht das Finale erreichte. Im Jahr darauf nahm er erstmals an den Europameisterschaften in Zürich teil, schied aber auch dort mit 19,46 m in der Qualifikation aus, wie auch bei den Halleneuropameisterschaften 2015 in Prag, bei denen er keinen gültigen Versuch zustande brachte. Im Oktober belegte er bei den Militärweltspielen im südkoreanischen Mungyeong mit 18,93 m den sechsten Platz. 2017 schied er bei den Weltmeisterschaften in London mit 20,54 m in der Qualifikation aus und wurde anschließend bei der Sommer-Universiade in Taipeh mit 19,87 m Fünfter. 2018 schied er bei den Europameisterschaften in Berlin mit 19,67 m in der Qualifikation aus und 2019 bei den Halleneuropameisterschaften in Glasgow mit 20,28 m. Im Oktober nahm er ein weiteres Mal an den Weltmeisterschaften in Doha teil, erreichte mit 20,55 m aber nicht das Finale. Anschließend belegte er bei den Militärweltspielen in Wuhan mit 20,37 m den fünften Platz. 2021 scheiterte er dann bei den Halleneuropameisterschaften in Toruń mit 20,12 m in der Qualifikation.
2013 und 2015 wurde Szyszkowski polnischer Hallenmeister Kugelstoßen.

## Persönliche Bestweiten
- Kugelstoßen: 20,99 m, 25. Mai 2019 in Łódź
  - Kugelstoßen (Halle): 20,56 m, 5. Februar 2020 in Ostrava